# 395
395 (CCCXCV) fue un año común comenzado en lunes del calendario juliano, en vigor en aquella fecha.
En el Imperio romano, el año fue nombrado como el del consulado de Olibrio y Probino, o menos comúnmente, como el 1148 Ab urbe condita, adquiriendo su denominación como 395 a principios de la Edad Media, al establecerse el anno Domini.

## Acontecimientos
- 17 de enero: Tras la muerte de Teodosio I, el Imperio Romano se divide definitivamente en el Imperio Oriental, con capital en Constantinopla (anteriormente conocida como Bizancio) y Arcadio como emperador; y el Imperio Occidental con Roma como centro y Honorio como emperador.[1]
- Alarico I se declara rey de los visigodos, poniendo fin a 16 años de paz con el imperio.
- Inicia la invasión de los Hunos al Imperio Romano Oriental.

## Nacimientos
- Atila, caudillo de los hunos.

## Fallecimientos
- 17 de enero: Teodosio I el Grande, emperador romano de Oriente (379-395) y Occidente (394-395).
- 27 de noviembre: Rufino, prefecto romano.